# Catira
A catira, que também pode ser chamada de cateretê, é uma dança folclórica caipira em que o ritmo musical é marcado pela batida dos pés e mãos dos dançarinos. De origem híbrida, com influências indígenas, africanas e europeias, a catira (ou "o catira") pode ser formada por seis a dez componentes e mais uma dupla de violeiros, que tocam e cantam a moda de viola. É uma dança típica de São Paulo e do interior de estados brasileiros influenciados pela cultura caipira, como Mato Grosso, Goiás, Paraná, Minas Gerais, Espírito Santo, Mato Grosso do Sul e Tocantins. As coreografias da catira, apesar de parecerem semelhantes, variam bastante em determinados aspectos, com diferenças nítidas entre as regiões. Normalmente, a apresentação ocorre com dois violeiros e dez dançarinos.

## Origem
Segundo historiadores, a dança foi incutida no caminho das bandeiras, pois era praticada pelos peões dos bandeirantes, quando descobriram que nos assoalhos dos ranchos fazia um barulho interessante, brincando de bater palmas e pés, e assim foi sendo defendida pelos peões por onde eles acampavam.
Diversos autores, entre eles Mário de Andrade, contam que a catira no Brasil, se originou entre os índios e a da Nossa Senhora da Conceição, da qual era devoto. Teria Anchieta composto versos em ritmo de catira para catequizar índios e caboclos e a considerada própria para tais festejos, já que era dançada somente por homens, fato que se observa, ainda hoje, em grande parte do país. Atualmente, ela é dançada também por idosos e meninos.
Há, porém, os que dizem que ela veio da Oceania junto com os australianos e outros acham que é de origem alemã.[carece de fontes?] O certo é que ela adquiriu características desses três grupos citados, podendo até ter recebido influências de outros povos que para o Brasil imigraram.

## Evolução
A catira em algumas regiões é executada exclusivamente por homens, organizados em duas fileiras opostas. Na extremidade de cada uma delas fica o violeiro que tem à sua frente a sua “segunda”, isto é, outro violeiro ou cantador que o acompanha na cantoria, entoando uma terça abaixo ou acima. O início é dado pelo violeiro que toca o “rasqueado”, toques rítmicos específicos, para os dançarinos fazerem a “escova”, bate-pé, bate-mão, pulos. Prossegue com os cantadores iniciando uma moda de viola, com temática variada em estilo narrativo, conforme padrão deste gênero musical autônomo. Os músicos interrompem a cantoria e repetem o rasqueado. Os dançarinos reproduzem o bate-pé, bate-mão e os pulos. Vão alternando a moda e as batidas de pé e mão. O tempo da cantoria é o descanso dos dançarinos, que aguardam a volta do rasqueado.
Acabada a moda, os catireiros fazem uma roda e giram batendo os pés alternados com as mãos: é a figuração da “serra abaixo”, terminando com os dançarinos nos seus lugares iniciais. O Catira encerra com Recortado: as fileiras, encabeçadas pelos músicos, trocam de lugar, fazem meia-volta e retornam ao ponto inicial. Neste momento todos cantam uma canção, o “levante”, que varia de grupo para grupo. No encerramento do Recortado os catireiros repetem as batidas de pés, mãos e pulos.